# CoRoT-16 b
COROT-16b — предположительно, типичный умеренно нагретый (a/Rэф ~ 0,078) горячий гигант. Вращается вокруг жёлтого карлика (спектральный класс G5) в созвездии Андромеда.
Средняя плотность планеты — 1,24 г/см3.
Вторая космическая скорость — 47 км/с.